# 왕연광
왕연광(王延廣, ? ~ ?)은 전한 중기의 관료이다. 《사기》·《한서》에는 이름자 '연광'으로만 기록되어 있으나, 순열의 《한기》에 따르면 성씨는 왕(王)이다.

## 행적
태초 3년(기원전 102), 교동상에서 어사대부로 승진하였다.

## 출전
- 사마천, 《사기》 권22 한흥이래장상명신연표
- 반고, 《한서》 권19하 백관공경표 下
- 순열, 《한기》 권14 효무황제기 5